# Bombe volcanique
Pour les articles homonymes, voir Bombe.

Bombes volcaniques sur la coupe d'un volcan

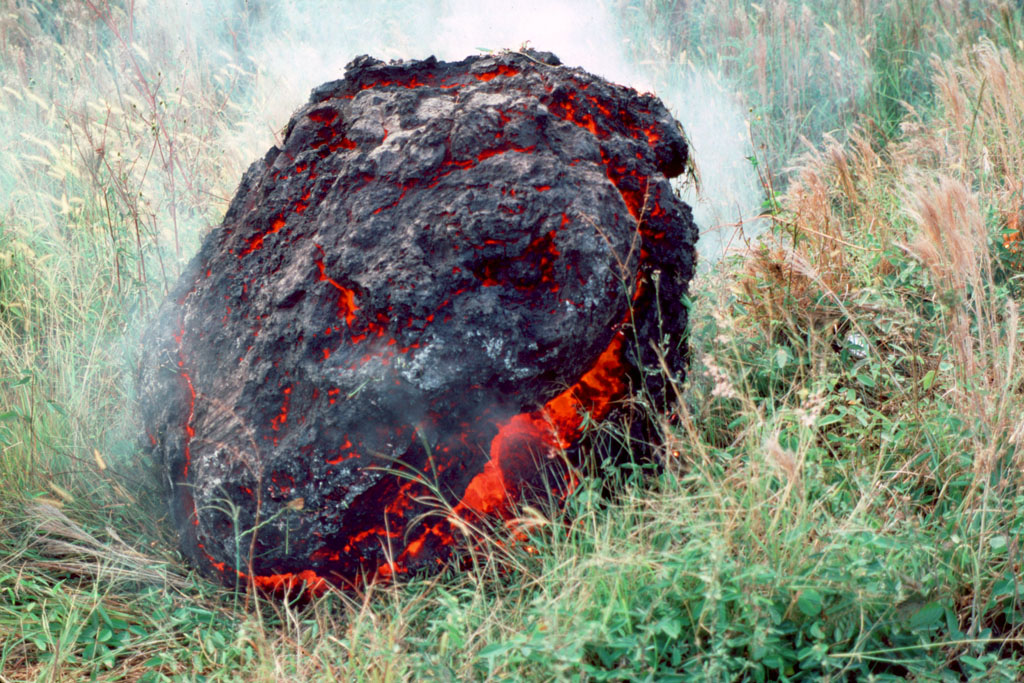
Une bombe volcanique éjectée du volcan Kīlauea, à Hawaï, États-Unis en 1983.

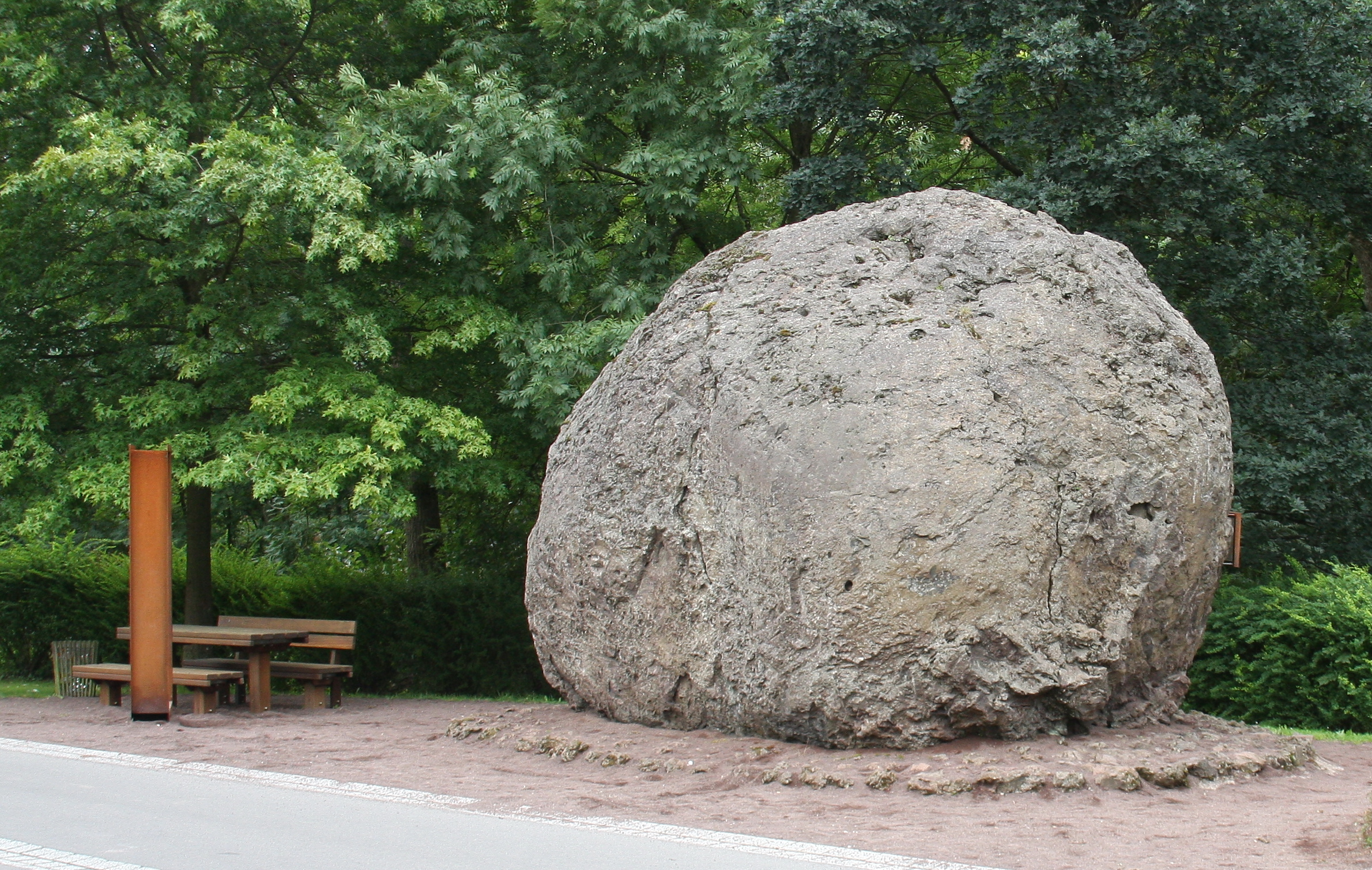
La bombe volcanique de Strohn en Rhénanie-Palatinat, Allemagne, découverte en 1969, pèse environ 120 tonnes et a un diamètre de 5 mètres. Elle a été émise lors d'une éruption volcanique en 8300 av. J.-C.

Une bombe volcanique est un fragment projeté de lave, de plus de 64 mm de diamètre, provenant de la fragmentation d'un magma émis par une explosion, lors d'une éruption volcanique.
Les bombes refroidissent plus ou moins avant de toucher le sol, leur surface extérieure se consolidant en une croûte. Toutefois, elles acquièrent leur forme durant la début de leur vol. Elles peuvent être très grosses : en 1935 l'éruption du volcan Asama, au Japon, a expédié des bombes de 5 à 6 mètres de diamètre, à des distances de 600 m du cratère. Dans certaines phases d'explosions paroxysmiques, des bombes laviques peuvent être projetées à des distances de plusieurs kilomètres, conjointement avec des blocs de roche volcanique plus ou moins refroidis, plus ou moins consolidés.
Les bombes constituent un véritable danger aux abords de certains volcans en éruption, comme le Stromboli, même à plusieurs centaines de mètres du cratère. Dans une large zone autour de la ou des cheminées éruptives, il est au minimum indispensable de porter un casque.

## Différents types de bombes

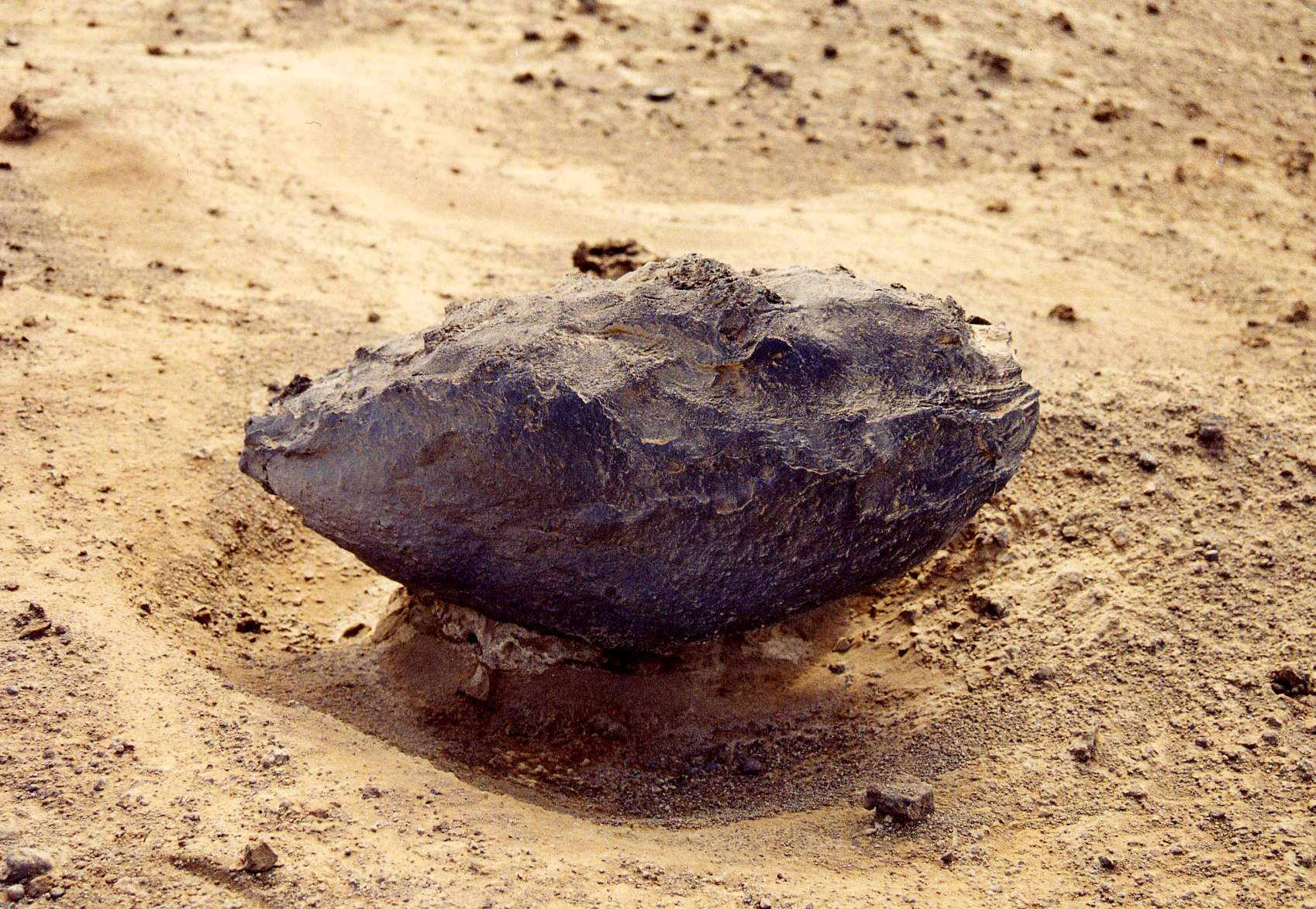
Bombe volcanique en fuseau, sur un lit de tephras (cendres et scories), volcan Capelinhos, Açores, Portugal.

On les classifie selon leur forme, qui donne alors une idée de la fluidité de la lave :
1. Les bombes fusiformes, typiques de magma basique peu fluide ;
2. Les bombes en ruban, typiques de magmas basiques à fluidité moyenne ;
3. Les bombes en bouse de vache, typiques de magmas basiques fluides ;
4. Les bombes en « croûte de pain », typiques de magmas visqueux ;
5. Les bombes en chou fleur, typique de volcans phréato-magmatiques; maar ;
6. Les bombes en boule.

## Photos

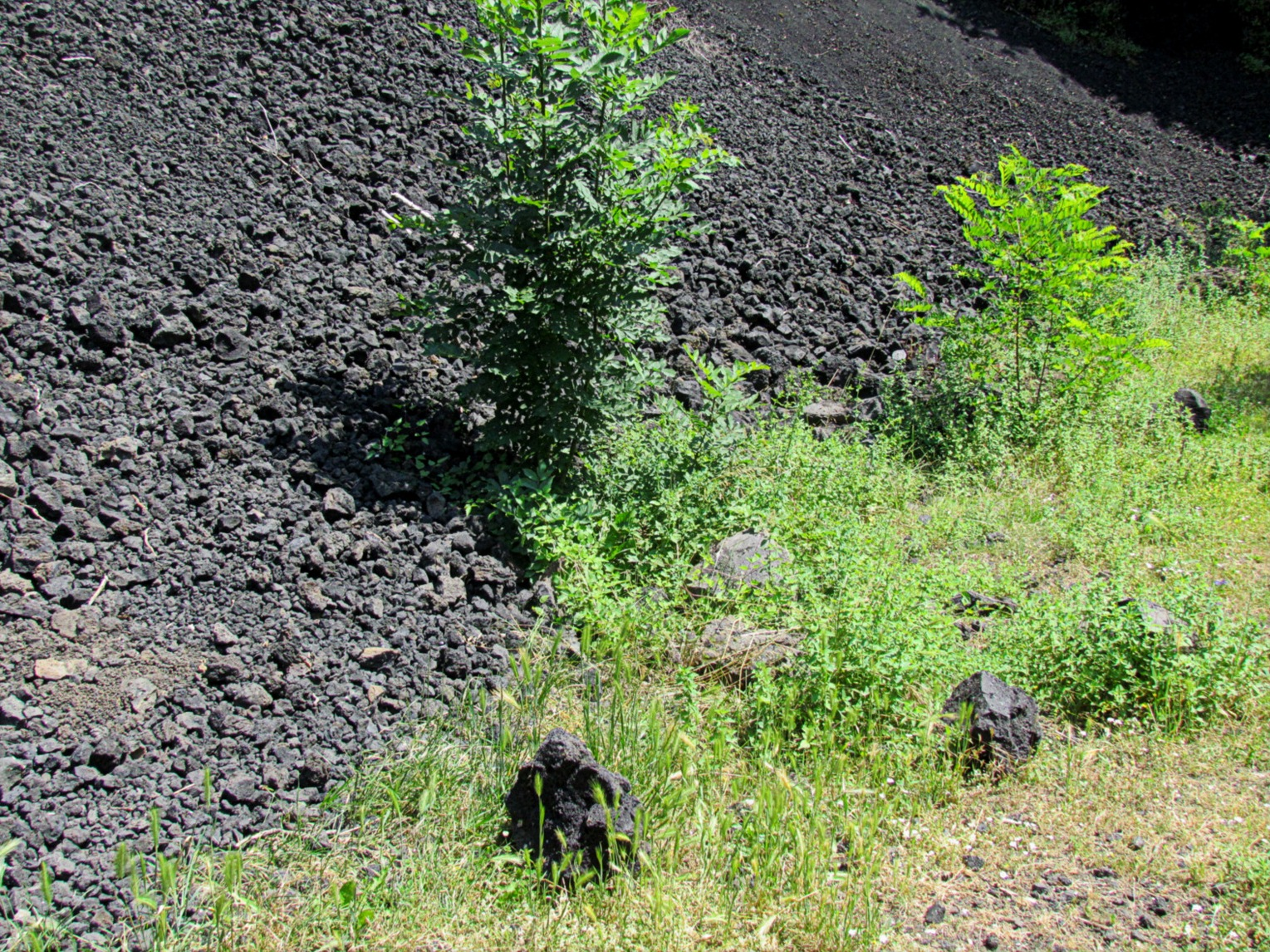
Bombes volcaniques de la Roca Negra, Parc naturel de la zone volcanique de la Garrotxa, Province de Gérone, Catalogne, Espagne.
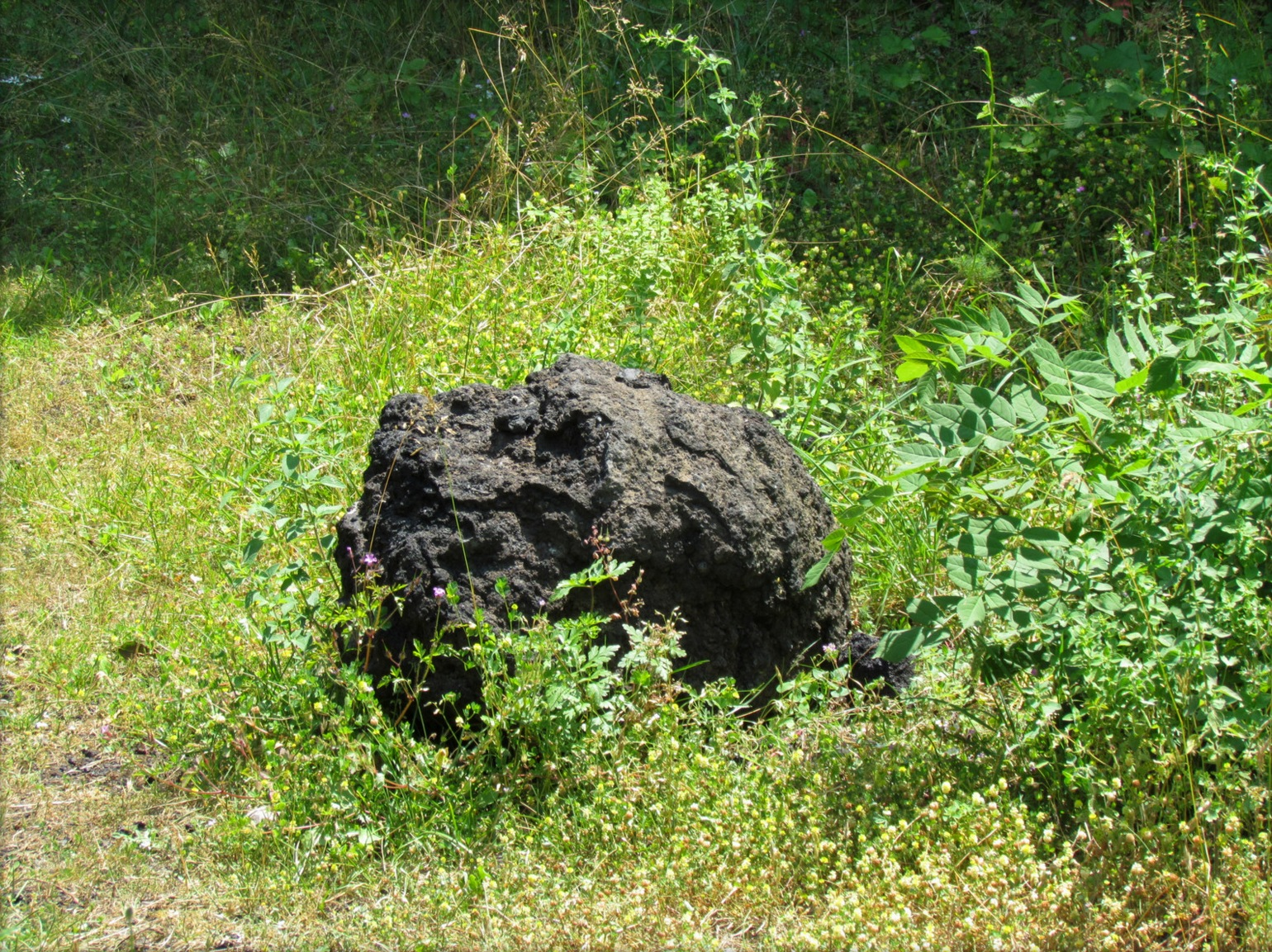
Bombe volcanique de la Roca Negra, Parc naturel de la zone volcanique de la Garrotxa, Province de Gérone, Catalogne, Espagne.
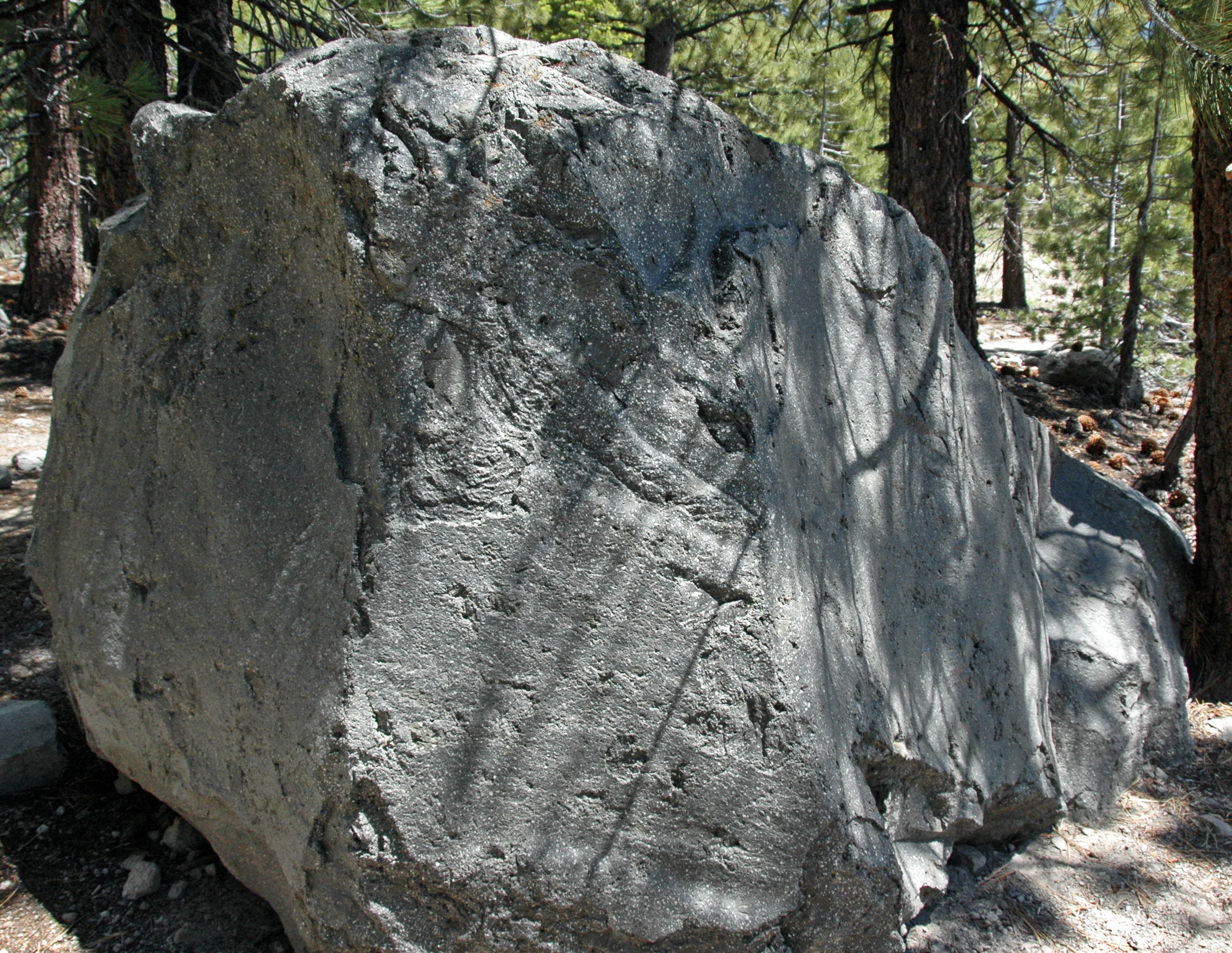
Hot Rock, bombe volcanique projetée par une explosion du pic Lassen (Californie) pendant ses éruptions de 1914-1917.